# 시카고 콜리시엄
시카고 콜리시엄(영어: Chicago Coliseum)는 미국 일리노이주 시카고에 위치한 실내 경기장이다. 과거 NBA 시카고 제퍼스와 NHL 시카고 블랙 호크스 그리고 NBL 시카고 브루인스/시카고 스튜드베이커 플라이어스/시카고 아메리칸 기어즈의 홈경기장으로 사용했다.